# Aleksandras Machtas

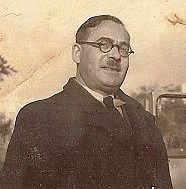
Aleksandras Machtas, vor 1940

Aleksandras Ziselis Machtas (Alexander Zisel Macht, Sasha Maht; * 6. Oktober 1892 in Kaunas; † 14. Januar 1973 in Tel Aviv) war ein litauischer Schachspieler und Bankier.

## Leben
Während des Ersten Weltkriegs verließ die Macht-Familie Kaunas und wohnte im Osten der Ukraine. Ab 1921 kam sie nach Litauen zurück. Macht studierte Wirtschaft in Brüssel. Nach dem Studium arbeitete er in der jüdischen Zentralbank. Später wurde er Bankverwalter. Machtas wurde siebenmal litauischer Einzelmeister im Schach und nahm mit der litauischen Mannschaft an den Schacholympiaden 1930 und 1935 teil.
Macht war verheiratet. 1936 emigrierte er mit seiner Frau Ester Ente und den Kindern nach Palästina und lebte in Tel Aviv.